# 死亡約定 (2012年電影)
《死亡約定》（英語：The Pact）是一部2012年美國超自然恐怖片，由尼可拉斯·麥卡錫編導，凱蒂·洛茨與卡斯柏·范狄恩主演。
單親媽媽妮可（Agnes Bruckner 飾）因故獨自居住在童年成長的房子內，她和母親長年以來心存芥蒂，與姐姐安妮（凱蒂·洛茨飾）的關係也顯得相當疏離，自己的女兒伊娃也被托付在表姐莉茲（Kathleen Rose Perkins 飾）處照料。她的生活似乎一團糟，卻又不得不硬著頭皮面對。

## 劇情
單親媽媽妮可（Agnes Bruckner 飾）因故獨自居住在童年成長起來的房子內，她和母親長久以來心存隔閡，與姐姐安妮（Caity Lotz 飾）關係也顯得相當疏離，自己的女兒伊娃也被託付在表姐莉茲（Kathleen Rose Perkins 飾）處照料。她的生活似乎一團糟，卻又不得不硬著頭皮面對。某天，忙著在母親老家準備母親葬禮的妮可突然與外界失去聯係，擔心她的安全，安妮從住處趕了過來，妮可早已不知去向只留下隨身物品，而房間內則不時聽到奇怪的聲音。心存不安的安妮在喪禮過後邀請莉茲帶著妮可的女兒伊娃一同到母親家過夜，及至半夜安妮被吵雜聲驚醒發現莉茲不知所終，而自己則是被一股強大的力量拋出房子，受到驚嚇的安妮立刻帶著年幼的伊娃逃了出去，也在此刻意識到了母親的住所是一棟鬧鬼的房子⋯⋯

## 演員
- 凱蒂·洛茨 as Annie Barlow
- 卡斯柏·范狄恩 as Bill Creek
- Agnes Bruckner as Nicole Barlow
- Haley Hudson as Stevie
- Kathleen Rose Perkins as Liz
- Samuel Ball as Giles
- Bo Barrett as Jesse
- Dakota Bright as Eva
- Jeffrey T Ferguson as Officer Benson
- Rachael Kahne as waitress
- Santiago Segura as dishwasher
- Sam Zuckerman as County Clerk
- Mark Steger as Charles Barlow ("Judas")

## 外部連結
- 互联网电影数据库（IMDb）上《死亡約定》的资料（英文）
- 爛番茄上《死亡約定》的資料（英文）
- Metacritic上《死亡約定》的資料（英文）